# ТЕС Мадінат-Заєд
23°34′46″ пн. ш. 53°43′46″ зх. д. / 23.57944° пн. ш. 53.72944° зх. д.
ТЕС Мадінат-Заєд – теплова електростанція поблизу однойменного міста у центральній частині емірату Абу-Дабі (Об'єднані Арабські Емірати).
Генерація електроенергії на майданчику Мадінат-Заєд почалась у 1977-му, коли тут запустили п’ять генераторних установок General Motors з двигунами внутрішнього згоряння потужністю по 2 МВт. У 1982-му додали ще дві такі ж, а в 1986-му станцію підсилили трьома установками німецької KHD (Klockner-Humboldt- Deutz) потужністю по 4 МВт.
У 1990-х роках ТЕС перетворили на газотурбінну. Перша встановлена на роботу у відкритому циклі турбіна Stewart & Stevenson потужністю 16 МВт почала роботу в 1991-му. За два роки на майданчику з’явились дві газові турбіни EGT (European Gas Turbine) з показниками по 30 МВт. А в 1997-му запустили турбіну німецького виробника Kanis потужністю 22 МВт та другу турбіну Stewart & Stevenson (так само 16 МВт). Станом на середину 2010-х на сайті власника потужність станції зазначалась як 108 МВт (турбіни EGT номіновані як 29 МВт, а Kanis – на рівні 18 МВт). 
Наразі на майданчику припинилось використання двигунів внутрішнього згоряння, при цьому всі три установки KHD в 1994-му перемістили на острів Сер-Баніяс.
Станція може споживати природний газ (всього за два десятки кілометрів від неї знаходиться найпотужніший газопереробний завод країни Хабшан) та нафтопродукти.
Зв’язок з енергосистемою відбувається через ЛЕП, розраховану на роботу під напругою 400 кВ.